# Gouvernement Greceanîi II
République de Moldavie
Greceanîi I Filat I
Le gouvernement Greceanîi II (en roumain : Guvernul Zinaida Greceanîi (2)) est le gouvernement de la république de Moldavie entre le 10 juin et le 25 septembre 2009, sous la 6e législature du Parlement.

## Historique du mandat
Ce gouvernement est dirigé par la Première ministre communiste sortante Zinaida Greceanîi. Il est constitué et soutenu par le seul Parti des communistes de la république de Moldavie (PCRM), qui dispose de 60 députés sur 101, soit 59,4 % des sièges du Parlement.
Il est formé à la suite des élections législatives du 5 avril 2009.
Il succède donc au gouvernement Greceanîi I, constitué et soutenu dans les mêmes conditions.

### Formation
Candidate à l'élection présidentielle indirecte, Zinaida Greceanîi échoue à deux reprises à remporter le vote, qui nécessite la majorité des trois cinquièmes du Parlement, soit 60 voix. À l'issue du second tour le 3 juin, le président du Parlement et président de la République par intérim Vladimir Voronin lui confie donc la charge de constituer un nouveau gouvernement en attendant la tenue des élections législatives anticipées. Une semaine plus tard, l'équipe proposée par la Première ministre remporte le vote de confiance par 59 voix pour, soit sept de plus que la majorité requise pour obtenir l'investiture parlementaire.

### Succession
Au cours du scrutin du 29 juillet, le Parti des communistes perd sa majorité absolue avec 45 % des voix tout en restant le premier parti de Moldavie. Le Parti libéral-démocrate de Moldavie (PLDM), le Parti libéral (PL), le Parti démocrate de Moldavie (PDM) et l'Alliance Notre Moldavie (AMN) rassemblent de leur côté environ 50 % des suffrages exprimés et plus de la moitié des sièges, ce qui laisse augurer la possibilité d'une alternance mais sans qu'une éventuelle coalition ne dispose du nombre de voix nécessaire pour réussir l'élection d'un candidat à la présidence de la République.
Le 25 septembre suivant, le président du PLDM Vlad Filat devient Premier ministre et forme son premier gouvernement réunissant les quatre partis au sein de l'Alliance pour l'intégration européenne (AIE).

## Composition
| Fonction                                                                              | Titulaire | Titulaire            | Parti |
| ------------------------------------------------------------------------------------- | --------- | -------------------- | ----- |
| Première ministre                                                                     |           | Zinaida Greceanîi    | PCRM  |
| Premier vice-Premier ministre Ministre de l'Économie et du Commerce                   |           | Igor Dodon           | PCRM  |
| Vice-Premier ministre                                                                 |           | Victor Stepaniuc     | PCRM  |
| Vice-Premier ministre Ministre des Affaires étrangères et de l'Intégration européenne |           | Andrei Stratan       | PCRM  |
| Ministre des Finances                                                                 |           | Marianna Durlesteanu | PCRM  |
| Ministre de l'Intérieur                                                               |           | Valentin Mejinschi   | Sans  |
| Ministre de l'Agriculture et de l'Industrie agro-alimentaire                          |           | Anatol Gorodenco     | PCRM  |
| Ministre des Transports et des Routes                                                 |           | Vasile Ursu          | PCRM  |
| Ministre de l'Environnement et des Ressources naturelles                              |           | Violeta Ivanova      | PCRM  |
| Ministre de la Protection sociale, de la Famille et de l'Enfance                      |           | Galina Balmos        | PCRM  |
| Ministre de la Culture et du Tourisme                                                 |           | Arthur Kozma         | PCRM  |
| Ministre de la Justice                                                                |           | Vitalie Pîrlog       | PCRM  |
| Ministre de la Réintégration territoriale                                             |           | Vasile Sova          | PCRM  |
| Ministre des Collectivités locales                                                    |           | Iacov Timciuc        | PCRM  |
| Ministre de la Défense                                                                |           | Vitalie Vrabie       | PCRM  |
| Ministre de l'Éducation et de la Jeunesse                                             |           | Larissa Savga        | PCRM  |
| Ministre de la Santé                                                                  |           | Larissa Catrinici    | PCRM  |
| Ministre du Développement des médias                                                  |           | Pavel Buceatchi      | PCRM  |
| Ministre des Travaux publics et du Développement régional                             |           | Vladimir Baldovici   | PCRM  |